# Міжнародний мотофестиваль «Тарасова Гора»
«Тарасова Гора» — легендарний, наймасштабніший мотофестиваль в Україні і один з найбільших в Європі. Щорічно, долаючи сотні та, навіть, тисячі кілометрів, фестиваль відвідують байкери з Литви, Латвії, Білорусії, Молдови, Естонії, Вірменії, Угорщини, Італії, Польщі, Норвегії та США.
Фестиваль проходить протягом чотирьох днів (з 2002-го року) в перші вихідні червня на березі Дніпра в Шевченковому Краю, збираючи понад 8000 мотоциклістів та їх подруг.
Душею мотофестивалю «Тарасова Гора» є рекордний для України організований мотопробіг в 140 км, в якому беруть участь більше 2000 учасників. Мотоколона слідує за звичним маршрутом — від території мотофесту й до Тарасової гори, могили великого поета в Каневі. Учасники вшановують пам'ять Тараса Григоровича Шевченка покладанням квітів та загальною фотографією біля його пам'ятника. Це не всі традиції «Тарасової Гори»: вже багато років на фестивалі освідчуються в коханні та святкують мотовесілля.

## Хронологія фестивалю

### 2002 рік
У травні 2002 року Ашот «Salvador» Арушанов вперше зібрав своїх друзів-байкерів у місті Каневі, де в цей час проходять «Шевченківські дні», і мальовниче містечко на Дніпрі відвідують тисячі людей з усієї країни для вшанування пам'яті відомого українського поета, письменника та художника Тараса Григоровича Шевченка.
На зустріч з'їхалось близько сотні мотоциклістів з багатьох міст України, і ці дні перебування в Каневі стали свого роду «мото-Шевченківськими днями». В програму зльоту увійшли відвідини Тарасової Гори, концерт в ресторані «Дежавю» і пробіг до Черкас організованою мотоколоною. Гостями зльоту були учасники анекдот-клубу «Золотий гусак» — Анатолій Дяченко та Володимир Ямненко. Тоді було вирішено зробити таку зустріч щорічною традицією.

### 2003 рік
У травні 2003-го до Канева завітало вже набагато більше байкерів і не тільки з України, а й з-за її меж. Дводенна насичена програма мотозльоту «Тарасова Гора» проходила на території готельного комплексу «Княжа Гора» на березі Дніпра. Звичайно ж, були покладені квіти на могилу Тараса Шевченка та відбувся виїзд до міста Черкаси.

### 2004 рік
«Тарасова Гора» вже стала повноцінним мотофестивалем. Зважаючи на велику кількість заявлених учасників зльоту, місце збору перенесли в Черкаси. Мотофестиваль «Тарасова Гора-2004» проходив 4 та 5 червня в Дахнівці, на турбазі «Динамо» на березі Дніпра, де і розміщувалися гості фестивалю, цього року їх чисельність досягла 1000. Завдяки підтримці спонсорів, на базі була встановлена сцена з 30-тьма кіловатами звуку. Цього року мотоколона знову виїхала з Черкас до Канева для відвідування «Тарасової Гори».

### 2005 рік
У 2005-му році мотозліт проходив на базі «Придніпровська» на лівому березі Дніпра.

### 2006—2007 роки
Мотофестиваль «Тарасова Гора» знову проходив на базі «Придніпровська» неподалік міста Черкаси в перші вихідні літа. Учасників зльоту було в півтора рази більше, ніж в попередні роки, близько 2000.

### 2008 рік
У 2008-му кількість учасників налічувала більше 3000, а колона до Тарасової Гори була завдовжки в 5 кілометрів. На фестивалі грало багато відомих гуртів, включаючи «TIK» і «Ot Vinta!».

### 2009—2011 роки
У 2009 році фестивалю виповнилося 7 років, тому символічною темою визначено «7'я». Гостей фестивалю вже було більше 5000. На святі виступали гурти «Zdob și Zdub», «Ляпис Трубецкой», а найсильніша людина світу — Василь Вірастюк проводив силові змагання. У 2011 році відбулося підбивання підсумків за всі попередні роки проведення фестивалю, бо 9-ка — найбільше просте число.

### 2012 рік
У зв'язку з технічними проблемами на базі «Придніпровська» поблизу Черкас, було прийнято рішення проводити фестиваль біля Переяслава. Символічним є те, що саме це місто нерозривно пов'язане з творчістю Т. Г. Шевченка — тут він написав свій безсмертний твір — «Заповіт». Як і в попередні роки, колона байкерів виїжджала на Тарасову Гору в Канів.
На святі вперше було встановлено електронний танцювальний майданчик та багато інших локацій.

### 2013 рік
Вдруге фестиваль проводився поблизу з Переяслава. Сцена була розташована безпосередньо на Дніпрі.

### 2014 рік
Фестиваль повернувся на улюблене місце — на базу «Придніпровська» в селі Благодатне (до 2016 року — Чапаєвка) біля міста Черкаси.

### 2015 рік
«Мені 13-й минало» — на цьому рядку з вірша Т. Г. Шевченка був побудований тринадцятирічний фестиваль.

### 2016 рік
«Космос буде або наш, або нічий!» став слоганом року, рядок з пісні гурту «ТНМК», які цьогоріч стали хед-лайнерами фестивалю.
Художник Андрій Єрмоленко на офіційному макеті фесту вдягнув на Т. Г. Шевченка скафандр і «відправив» у відкритий космос.

### 2017 рік
Фестиваль знову переїхав. Тепер вже на нове велике місце — правий берег Дніпра, в село Свидівок. Своє 15-річчя фестиваль зустрів у санаторії «Світанок», куди з'їхалися представники 15-ти країн. «15 років разОМ!» — тематика 2017 року була вже «трансцендентальною» — від «ОМ» у слогані. Тепер вже на макеті року був Тарас Шевченко, який медитує, від художника Андрія Єрмоленко.
На території фестивалю був острів, який взяв на себе роль альтернативної локації з електронною музикою — трансом і чилаутом, що дуже сподобалося гостям фесту. Рок-програма цього річ похизувалася такими гуртами як «Kozak System», «Воплі Відоплясова» та молодими рок-гуртами. На фестивалі почала проводитися ранкова йога, і, навіть, був виступ гуру гімалайської йоги — Саті Мата.

### 2018 рік
Фестивалю виповнилося 16 років. Тому девізом свята був вислів «Вже можна! Але не все».
Хед-лайнерами свята був фолк-рок-гурт «Folkstone» з Італії та український репкор-гурт «Тартак». Свято цьогоріч налічувало понад 8000 гостей, які приїздили не тільки на мототехніці, а і водним транспортом, бо на базі розташований невеликий річковий порт.
Крім мотопробігу до Канева на Тарасову Гору додався ще виїзд колоною в Черкаси в музей Тараса Шевченка.

### 2019 рік
Фестиваль святкує 17-річчя. За словами організаторів, це вік, коли хочеться любити. Хедлайнерами феста стане гурт з США «Tito & Tarantula» і, вже традиційно, український репкор-гурт «Танок на майдані Конґо». Знов їх рядок із пісні можна вважати слоганом фесту і всього мотороку від ТГ-family — «Все одно добро закохає зло!».
На святі планується провести боксерські поєдинки серед байкерів в рамках проекту „Битва. Сезон байкерів“. Звичайно, будуть традиційні виїзди колоною в Канів і Черкаси.

## Мета фестивалю
1. Об'єднуюча. Згуртувати братство байкерів, їх однодумців та просто любителів мототехніки. Організувати чудовий відпочинок гостям фестивалю.
2. Бунтарська.

„Це бунтарський дух. Ми любимо свободу, ми любимо мандрувати, ми любимо Україну, оце все і поєднує“, — зауважив організатор фестивалю Ашот Арушанов.

## Організатори фестивалю
Незмінними організаторами фестивалю з року його заснування залишається команда «TG-family», а засновником, ідейним натхненником та безпосередньо президентом є Ашот «Salvador» Арушанов.
Під егідою «TG-family» проходять також такі щорічні заходи:
- — «УМКо» («Українська Мотоциклетна Конференція»), проводиться в січні;
- — 100 днів до «Тарасової Гори» — щорічна вечірка на честь приходу весни, яка проходила з 2008 до 2018 року в Києві наприкінці лютого — на початку березня;
- — «Мото Місто», засноване в 2019 році, місце проведення — місто Київ, територія ТЦ «Gorodok Gallery», час проведення — квітень;
- — «Оксамитовий Мотосезон» — проводиться в вересні на березі моря.

## Програма фестивалю
Програма фестивалю традиційно включає виступи відомих українських гуртів, серед них були:
- «Тартак»;
- «Танок на майдані Конґо»;
- «Антитіла»;
- «Борщ»;
- «Quadragesima»;
- «Жадан і Собаки»;
- «Брати Станіслава»;
- «Чумацький Шлях»;
- «Карна»;
- «Роялькіт»;
- «Man-Gust»;
- «Krichuss»;
- «Big Green Bag».

В різні роки хед-лайнерами фестивалю були рок-гурти світового рівня такі, як:
- американський гурт «Tito & Tarantula» — 2019 рік;
- відомий італійський фолк-рок-гурт «Folkstone» — 2018 рік;
- український рок-гурт «Воплі Відоплясова» — 2017 рік;
- білоруська поп-панк-група «Леприконси» — 2012 рік;
- білоруський рок-гурт «Ляпіс Трубецкой» — 2011 рік.

Доповнюють програму спортивні змагання та конкурси, які супроводжує силач та найсильніша людина планети — Василь Вірастюк, а також безліч майстер-класів, квестів, чисельні фуд-корти, ярмарок майстрів хенд-мейду та продаж сувенірної продукції, виготовленої з металу, шкіри, срібла та дерева. Найголовнішою подією фестивалю є традиційний виїзд мотоколони від місця проведення фестивалю до міста Канів на Тарасову гору.

## Благодійність
Фестиваль з самого початку свого існування взяв шефство над канівською школою-інтернат і постійно допомагає їй та іншим дитячим закладам як від свого імені, так і з допомогою залучення спонсорів .

## Цікаві факти
1. Незважаючи на те, що місце проведення фестивалю неодноразово змінювалося, він щоразу проходив на березі Дніпра.
2. Мотофестиваль має власний гімн, який з'явився у 2005 році, а у 2017-му вперше прозвучав українською мовою у виконанні Віктора Павлика. У 2018-му вокаліст рок-гурту «W.H.I.T.E» Олег «Білий» Шевченко записав нову версію гімну у власному творчому перекладі.